# Liste des musées du Herefordshire
Cette liste des musées du Herefordshire, Angleterre contient des musées qui sont définis dans ce contexte comme des institutions (y compris des organismes sans but lucratif, des entités gouvernementales et des entreprises privées) qui recueillent et soignent des objets d'intérêt culturel, artistique, scientifique ou historique. leurs collections ou expositions connexes disponibles pour la consultation publique. Sont également inclus les galeries d'art à but non lucratif et les galeries d'art universitaires. Les musées virtuels ne sont pas inclus.

## Musées
| Nom                                          | Image | Ville/Cité         | Type              | Commentaire |
| -------------------------------------------- | ----- | ------------------ | ----------------- | --- |
| Berrington Hall                              |       | Leominster         | Maison historique | Exploité par le National Trust, maison de campagne de la fin du XVIIIe siècle avec mobilier d'époque, pièces sous les escaliers, terrains et jardins                                                                                           |
| Brockhampton Estate                          |       | Bromyard           | Maison historique | Exploité par le National Trust, manoir médiéval, bois, parc |
| Bromyard & District Local History Centre     |       | Bromyard           | Local             | website, histoire locale |
| Butchers Row House Museum                    |       | Ledbury            | Local             | « website »(Archive.org • Wikiwix • Archive.is • Google • Que faire ?), vie victorienne et histoire localehistory |
| Cider Museum Hereford                        |       | Hereford           | Food              | website, ancienne fabrique de cidre, équipement et histoire de la fabrication du cidre |
| Courtyard                                    |       | Hereford           | Art               | Centre des arts avec des théâtres et une galerie d'art |
| Croft Castle                                 |       | Yarpole            | Maison historique | Exploité par le National Trust, manoir en pierre datant du XIe siècle, intérieurs géorgiens, sentiers boisés, jardin clos |
| Eardisland Dovecote                          |       | Eardisland         | Local             | information |
| Eastnor Castle                               |       | Ledbury            | Maison historique | Château fictif du XIXe siècle avec beaux objets d'art et mobilier, jardins, labyrinthe, sentiers forestiers |
| Goodrich Castle                              |       | Goodrich           | Maison historique | Centre d'accueil avec expositions et visites audio du château en ruine |
| Hampton Court                                |       | Hope under Dinmore | Maison historique | Château, maison de campagne et jardins |
| Hellens                                      |       | Much Marcle        | Maison historique | Maison à colombages de Style Tudor |
| Hereford Museum and Art Gallery              |       | Hereford           | Multiple          | Histoire locale, art, arts décoratifs |
| Hereford Society of Model Engineers          |       | Hereford           | Rail              | website, modèles de trains |
| Herefordshire Light Infantry Museum          |       | Hereford           | Militaire         | Ouvert sur rendez-vous, artefacts et histoire de Herefordshire Light Infantry |
| Kington Museum                               |       | Kington            | Local             | website, Histoire local |
| Ledbury Heritage Centre                      |       | Ledbury            | Local             | Histoire local |
| Leominster Museum                            |       | Leominster         | Local             | Histoire local |
| Mappa Mundi & Chained Library                |       | Hereford           | Histoire          | Carte du monde médiéval et Hereford Cathedral Library, situé à Hereford Cathedral |
| Market House Heritage Centre                 |       | Ross-on-Wye        | Local             | website, histoire locale |
| Mortimer's Cross Water Mill                  |       | Leominster         | Mill              | Moulin à eau restauré |
| Old House                                    |       | Hereford           | Maison historique | Maison d'époque jacobéenne du XVIIe siècle |
| St John Medieval Museum & Coningsby Hospital |       | Hereford           | Religions         | Site du monastère Blackfriars, qui était un monastère Dominicain où reposaient les croisés du très vénérable ordre de Saint-Jean et un ancien hôpital de soldats                                                                               |
| Time Machine Museum                          |       | Bromyard           | Media             | website, exposition d' accessoires, de monstres et de costumes de la série Doctor Who ségalement de Star Wars, marionnettes des émissions de télévision de Gerry Anderson y compris Thunderbirds, Stingray et Captain Scarlet, ours en peluche |
| Violette Szabo Museum                        |       | Wormelow Tump      | Biographie        | website, la vie de l'agent secret de la Seconde Guerre mondiale Violette Szabo |
| Waterworks Museum                            |       | Hereford           | Industrie         | website, station de pompage d’eau victorienne avec moteurs à vapeur, histoire de l’eau potable |
| Weobley Museum                               |       | Weobley            | Local             | website, histoire locale |
| Wilton Castle                                |       | Ross-on-Wye        | Maison historique | Fortification de château normand du XIIe siècle en grande partie en ruine, partiellement restaurée, jardins |

## Musées fermés
- Churchill House Museum, Hereford[2]